# Dom (szczyt)
Dom lub Dom de Mischabel (w jęz. niem. kopuła lub katedra; 4546 m n.p.m.) – czterotysięcznik w okolicy Zermatt w Alpach Pennińskich. Jest najwyższym szczytem masywu Mischabel. Leży w Szwajcarii, w kantonie Valais.
Posiada wierzchołki boczne: w grani zachodniej 4479 m n.p.m., w grani południowej 4421 m n.p.m. oraz w grani północno-wschodniej Grand Gendarme 4467 m n.p.m.
Spod szczytu opadają lodowce: ku północnemu zachodowi Festigletscher a ku północy  Höberggletscher. Ściana wschodnia szczytu opada skalnymi zerwami ok. 1000 m na wielki lodowiec Feegletscher.
U podnóży masywu Mischabel znajdują się: od zachodu Randa i Täsch w dolinie Mattertal, a od wschodu Saas-Fee w dolinie Saastal.
Szczyt można zdobyć ze schronisk: Mischabeljoch Biwak (3860 m), Mischabelhütte (3329 m), Domhütte (2940 m), Hôtel Fluh (2618 m) oraz Täschhütte (2701 m). Zbocza szczytu przykrywają lodowce Riedgletscher i Feegletscher.
Pierwszego wejścia dokonali J. L. Davies, Johann Zumtaugwald, Johann Kronig i Hieronymous Brantschen w 1858 r.